# Jacob Pleydell-Bouverie (2e comte de Radnor)
Jacob Pleydell-Bouverie (4 mars 1750 - 27 janvier 1828) est un homme politique britannique qui siège à la Chambre des communes de 1771 à 1776, lorsqu'il accède à la pairie sous le titre de comte de Radnor .

## Biographie

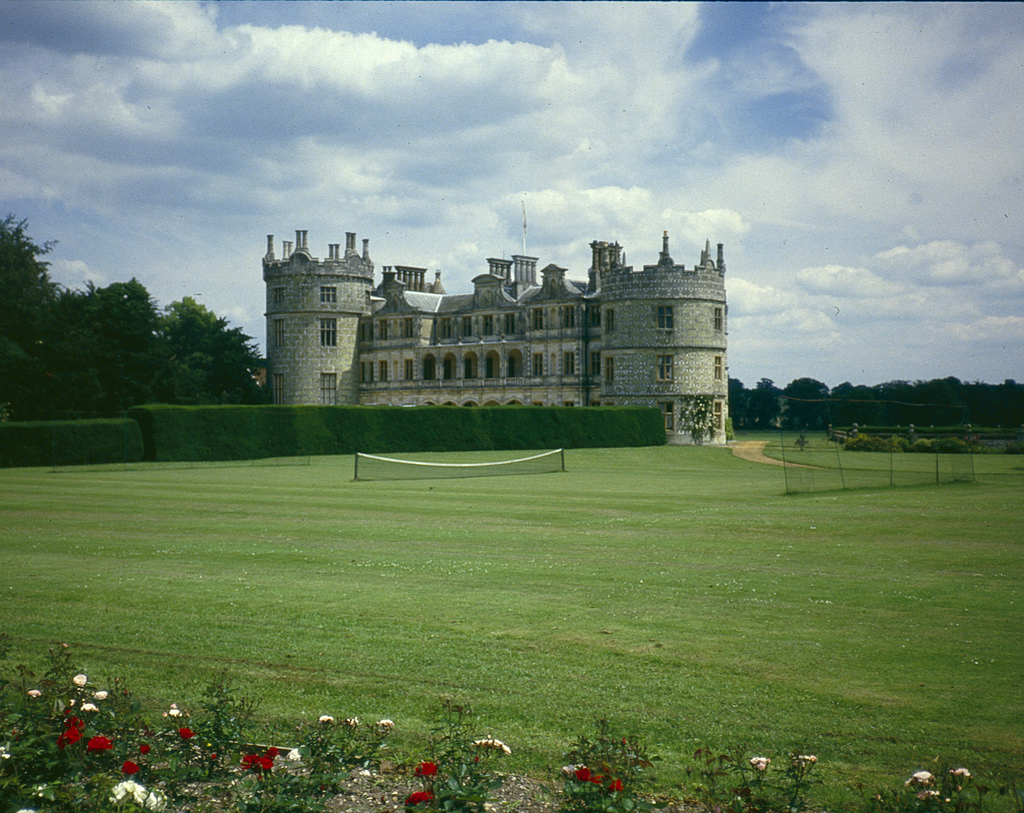
Longford Castle, siège des comtes de Radnor

Né à Westminster, il est le fils de William Bouverie (1er comte de Radnor) et Harriet Pleydell, fille de Sir Mark Stuart Pleydell de Coleshill House (en) à Berkshire (aujourd'hui Oxfordshire). Il fait ses études à Harrow et au University College d'Oxford, où il obtient un BA en 1770 et une MA en 1773. Il est élu à la Chambre des communes pour Salisbury à sa majorité en 1771.
Il succède à son père comme comte de Radnor le 23 janvier 1776 et comme enregistreur de Salisbury le 13 mars 1776. Le 15 février 1779, il est nommé Fellow de la Society of Antiquaries. Il est nommé capitaine au régiment de milice du Northamptonshire le 27 septembre 1779. Le 30 novembre 1780, il est nommé lieutenant adjoint du Wiltshire, et le 19 novembre 1791, Lord Lieutenant du Berkshire, un poste dont il démissionne en 1819 en raison de sa mauvaise santé. Du 24 décembre 1791 au 8 mai 1800, il est également colonel du Berkshire Regiment of Militia.
Il devient directeur de l'hôpital français en 1789, devenant plus tard gouverneur. Les comtes successifs de Radnor sont gouverneurs de l'hôpital du XVIIIe siècle à 2015.
Le 12 février 1795, il est nommé membre de la Royal Society et est nommé haut commissaire de Wallingford en 1799. Le 20 janvier 1802, il est également nommé lieutenant adjoint du Kent . Il est mort au Château de Longford dans le Wiltshire en 1828 et est remplacé par son fils aîné.

## Famille
Il réside au château de Longford et dans la propriété de sa mère, Coleshill House, et épouse Anne Duncombe, fille de Anthony Duncombe (1er baron Feversham) et d'Anne Hales, le 24 janvier 1777, et ont sept enfants:
- Mary Anne Pleydell-Bouverie (28 avril 1778 - 5 octobre 1790)
- William Pleydell-Bouverie (3e comte de Radnor) (1er mai 1779 - 9 avril 1869)
- Duncombe Pleydell-Bouverie (28 juin 1780 - 5 novembre 1850)
- Lawrence Pleydell-Bouverie (6 août 1781 - 23 novembre 1811)
- Harriet Pleydell-Bouverie (2 septembre 1782 - 31 décembre 1794)
- Barbara Pleydell-Bouverie (17 octobre 1783 - 26 juin 1798)
- Frederick Pleydell-Bouverie (16 novembre 1785 - 6 juin 1857)
- Philip Pleydell-Bouverie (21 octobre 1788 - 27 mai 1872)